# Stora torget, Linköping

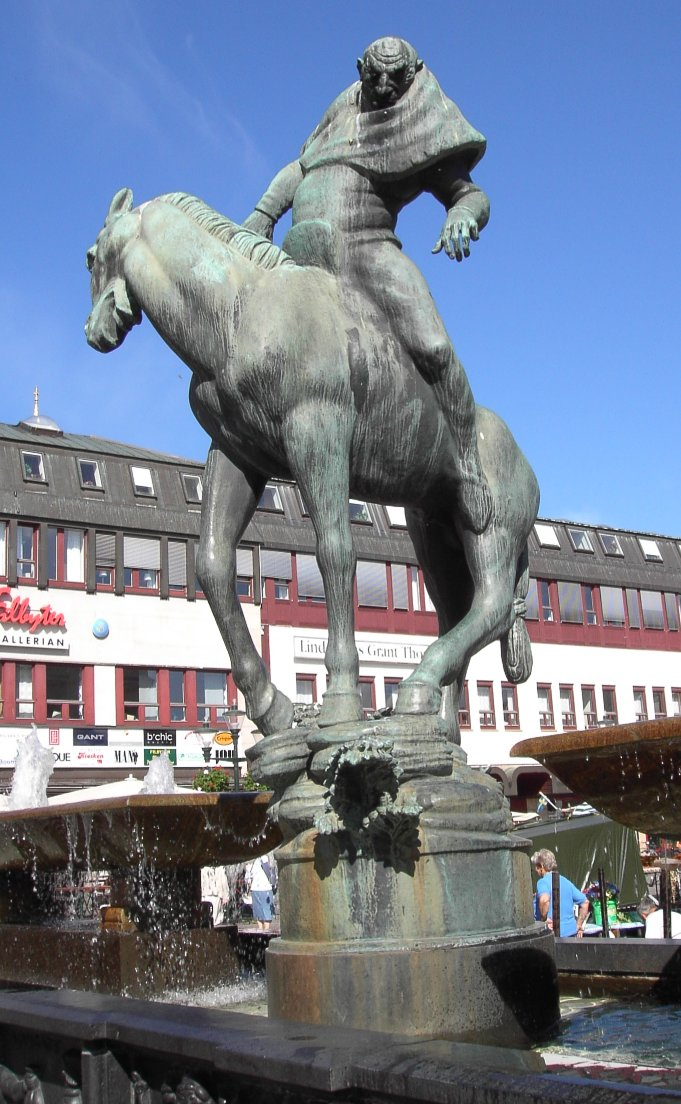
Statyn i mitten av Carl Milles Folkungabrunnen, sedd från sydost. I bakgrunden Filbytergallerian.

Stora torget är det äldsta och mest centrala torget i Linköping. Torget genomskärs av Storgatan, som är bilfri men trafikeras av bussar. Torget kallas ibland inofficiellt för Filbytertorget.
Mitt på torget och längs med Storgatan står Carl Milles Folkungabrunnen, en fontän av diabas med Folke Filbyter av patinerad brons. Den invigdes 12 december 1927. Den bekostades av Leonard och Ida Westmans fond för Linköpings prydande med konstverk, grundad 1911 av deras son Henric Westman, som är en av stadens stora donatorer.
Vid torgets södra sida ligger gamla rådhuset, som numera  innehåller ett flertal restauranger. i sydvästra delen ligger Centralpalatset, en större byggnad i stram jugendstil från 1907. I Centralpalatsets bottenvåning är bland annat konsthallen Passagen inrymd.
Vid torgets västra sida ligger Jonn O. Nilson palats, byggt 1893 och ritat av Ullrich & Hallquisth, Filbytergallerian och en bank.
Längs norra sidan ligger några 1700-talsbyggnader som inrymmer kaféer och restauranger.
Torgets östra sida domineras av Stora hotellet, byggt 1852 och påbyggt med en fjärde våning 1893. Det inrymmer också ett apotek och på andra sidan Storgatan ligger Affärspalatset från 1926.
Torget var plats för Musikhjälpen 2015 och benämndes under denna vecka "Kärlekens torg".

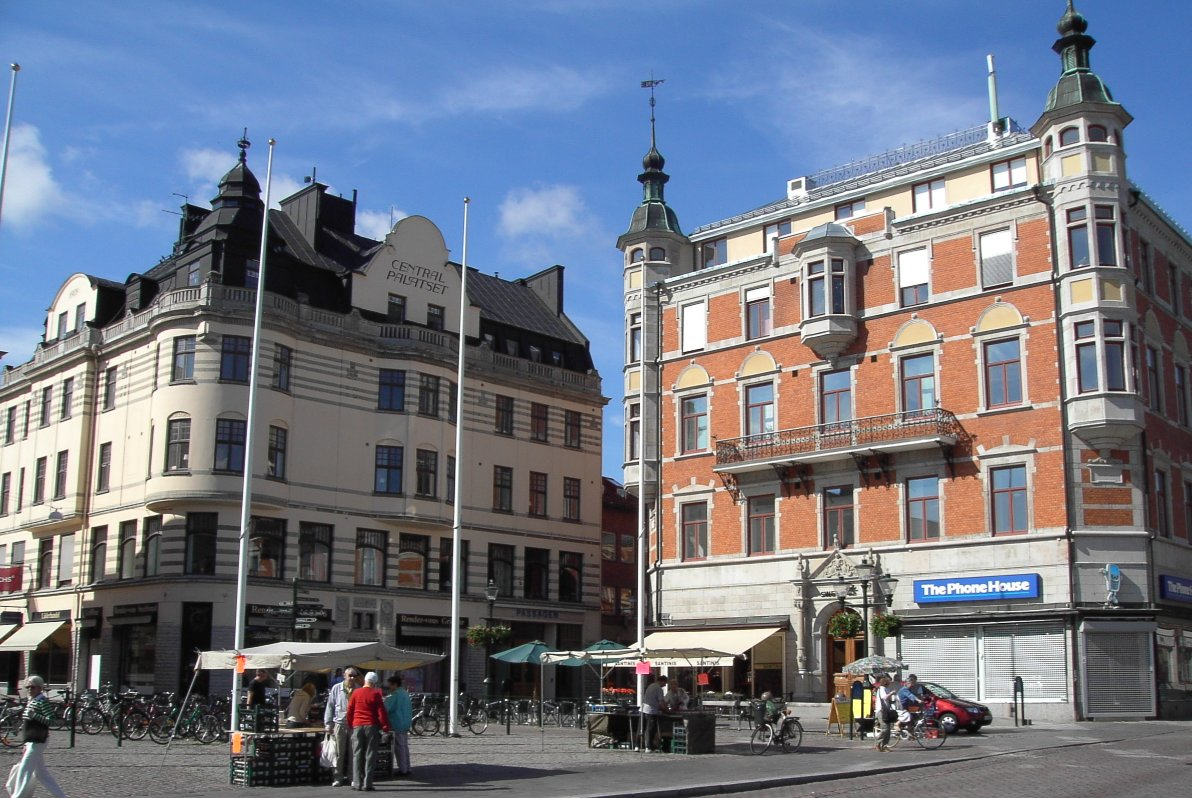
Sydvästra hörnet av Stora torget i Linköping. Till vänster Centralpalatset, till höger Jonn O. Nilsons palats.
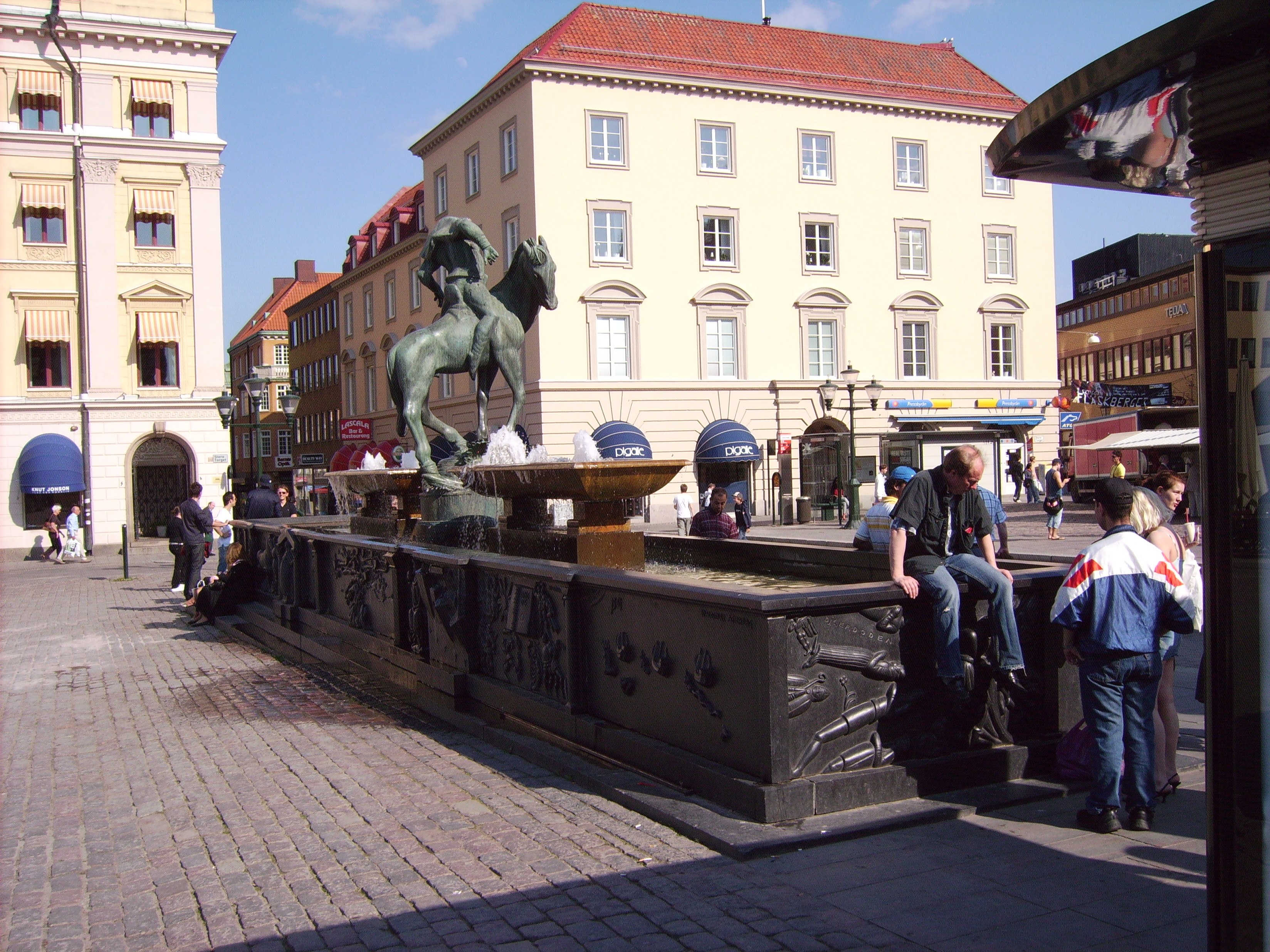
Folkungabrunnen sedd från nordväst. I bakgrunden till vänster ett hörn av Stora hotellet och till höger ett hus som tillhört Skånska banken.
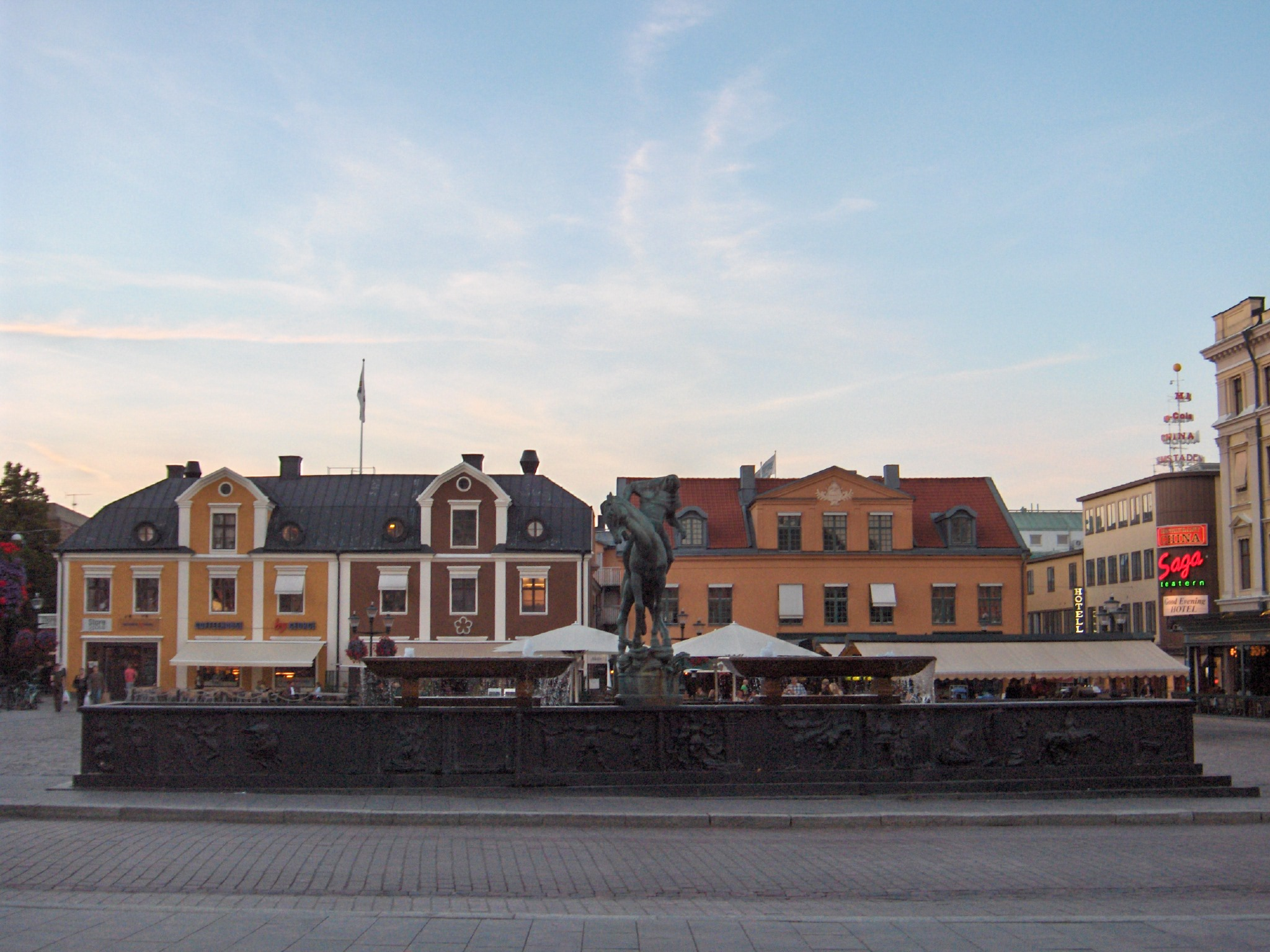
Vy mot norr med Folkungabrunnen i förgrunden.